# TD-CDMA
TD-CDMA (z ang. Time Division Code Division Multiple Access) to technika używana w sieciach komórkowych 3G wynikająca z połączenia TDD z CDMA. Podstawowym pasmem na jakim działa TD-CDMA w UMTS jest pasmo o szerokości 5 MHz. Pasmo to jest używane do transmisji danych w obie strony jednocześnie przez wielu użytkowników, musi więc być w jakiś sposób dzielone. Podział pasma odbywa się w dziedzinie czasu, czyli za pomocą techniki TDD - każda 10ms ramka zawiera 15 slotów, z których każdy może służyć do transmisji "w górę" lub "w dół" sieci. TD-CDMA w połączeniu z WCDMA jest podstawową techniką używana w sieciach komórkowych UMTS. Z tym, że TD-CDMA jest używane w tzw. piko-komórkach tej sieci (o promieniu max ok. 75 m). Przy większych rozmiarach komórki efektywność działania sieci spada ze względu na duże odległości i opóźnienia z tym związane. Wtedy używa się WCDMA.